# Oscar Han
Oscar Han (n. 3 decembrie 1891, București, România – d. 14 februarie 1976, București, România) a fost un autor, monograf și sculptor român.

## Biografie
Tatăl său era de origine germană, iar mama româncă din Vrancea. A fost căsătorit cu poeta Raymonde Han.
Oscar Han a studiat la Școala Națională de Arte Frumoase din București, în atelierul lui Dimitrie Paciurea (sculptura) și cu Frederic Storck (desenul). Debutul său ca sculptor s-a produs foarte devreme, la nici 20 de ani. În 1911, Oscar Han s-a făcut remarcat cu lucrarea „Cap de fetiță”.
A fost membru al „Grupului celor patru”, din care mai făceau parte pictorii Nicolae Tonitza, Ștefan Dimitrescu și Francisc Șirato. În anul 1917 a făcut parte dintre cei 30 de artiști, pictori și sculptori trimiși pe front de Marele Cartier General al Armatei, pentru a realiza lucrări inspirate din luptele purtate de armata română.
A participat la Saloanele Oficiale din București, a expus la diferite expoziții de artă românească în străinătate, ca și la unele manifestări internaționale de la Veneția, Anvers, Paris, Haga, Amsterdam, Barcelona.
Într-o serie de portrete (Pârvan, Eminescu, Iorga, Sofocle,
Dante), se arată preocupat de transpunerea plastică a unor valori ale portretului fizic și moral al personalității respective.
Când abordează compoziția monumentală, miza cade pe retorica gestului și, în egală măsură, pe masivitatea volumelor, pe concretizarea imperioasă a materialului figurativ (Victorie, 1932; Constantin Brâncoveanu, 1936; Anghel Saligny, 1958, etc.).
La 1 ianuarie 1927 a fost numit profesor suplinitor la catedra de sculptură a Școlii de Arte frumoase din București, unde a împărțit singurul atelier de sculptură cu fostul său profesor D. Paciurea. După moartea acestuia a rămas profesor titular până în anul 1946.
În legislatura 1934-1937 a fost deputat liberal de Mureș, dar nu s-a făcut remarcat prin nimic în Parlament. Datorită faptului că intrase în politică, în timpul guvernărilor liberale a reușit să-și adjudece cea mai mare parte a comenzilor de stat.
La 12 decembrie 1940 Oscar Han i s-a plâns ministrului Artelor: "Subsemnatul n-a fost niciodată mason și n-a vizitat niciodată, nici în mod cu totul particular, vreo lojă masonică din țară sau străinătate. Totuși, dl. Dumitru Anastasescu, sculptor, și-a permis să susțină într-un grup de legionari că subsemnatul este mason". În consecință, Oscar Han a demisionat din Comisia interimară a Sindicatului Artelor Frumoase.
În 1945 comuniștii l-au acuzat pe Oscar Han că ar fi fost legionar (poate din cauza bustului Prof. Nae Ionescu, realizat de Oscar Han în 1928).
În temeiul legii privind purificarea din cauza asocierii în trecut cu regimul profascist, adoptată într-o nouă formulă la 30 martie 1945, sculptorul Oscar Han, profesor la Școala de Arte Frumoase, a fost îndepărtat din învățământ pe termen de un an printr-un decret semnat de Mihail Ralea, proaspăt ministru al Artelor. Ulterior, Oscar Han s-a adaptat noului regim și s-a aflat printre cei care au realizat și lucrări de o calitate estetică inferioară.

## Distincții
- titlul de Maestru Emerit al Artei din Republica Populară Romînă (18 august 1964) „pentru merite deosebite în activitatea desfășurată în domeniul teatrului, muzicii, artelor plastice și cinematografiei”[12]
- Ordinul „Meritul Cultural” clasa I (1968) „pentru activitate deosebită în domeniul artelor plastice”[13]
- Ordinul Muncii clasa I (1971) „pentru merite deosebite în opera de construire a socialismului, cu prilejul aniversării a 50 de ani de la constituirea Partidului Comunist Român”[14]
- Ordinul „Steaua Republicii Socialiste România” clasa I (3 februarie 1972) „pentru activitate îndelungată și merite deosebite în domeniul artelor plastice, cu prilejul împlinirii vîrstei de 80 de ani”[15]

## Statuile sale
Un număr de 4 lucrări realizate de Oscar Han se regăsesc în colecția de artă din Muzeul Județean Vâlcea.
La Casa Memorială "Cezar Petrescu" din Bușteni se găsesc statuile celor trei martiri Horia, Cloșca și Crișan, unicate, semnate de sculptorul Oscar Han.
Muzeul de Artă din Constanța expune 11 sculpturi turnate în bronz, realizate de Oscar Han, printre care se numără „Sărutul”, „Nud de femeie”, „Tinerețe” și „Pe gînduri”. Lucrările au intrat în patrimoniul instituției prin achiziții din colecții particulare și prin donații.
Alte lucrări ale sale se găsesc în București, în Casa memorială Minulescu - Claudia Millian, la Muzeul Național de Artă al României, la Muzeul Zambaccian. La Muzeul Zambaccian este expusă lucrarea Arcașul, cu înălțimea de 114 cm, statuetă turnată în bronz de Oscar Han în 1934.
Oscar Han a scris o monografie despre Dimitrie Paciurea și un mare număr de cronici plastice și articole, reunite în 1970 în volumul "Dălți și Pensule", apărut la editura Minerva din București.

Bustul lui Nicolae Leonard

## Sculpturi
- Bustul lui Mihai Eminescu, din bronz, dezvelit în curtea mănăstirii Putna în 1926. Pe soclul acestuia se află inscripția ,,În amintirea primului Congres studențesc și a primei serbări a românilor de pretutindeni ce a avut loc în 1871 la mormântul lui Ștefan Voievod, prin îndemnul lui M. Eminescu, ridicându-se acest monument din inițiativa Cercului Studențesc Arboroasa 1926” – ,,Mihai Eminescu-1850-1889”.[19]
- Bustul tenorului Nae Leonard ridicat în parcul Kiseleff din București a fost realizat  de către sculptorul Oscar Han în 1929, prin colectă publică, organizată de ziarul “Rampa”.[20]

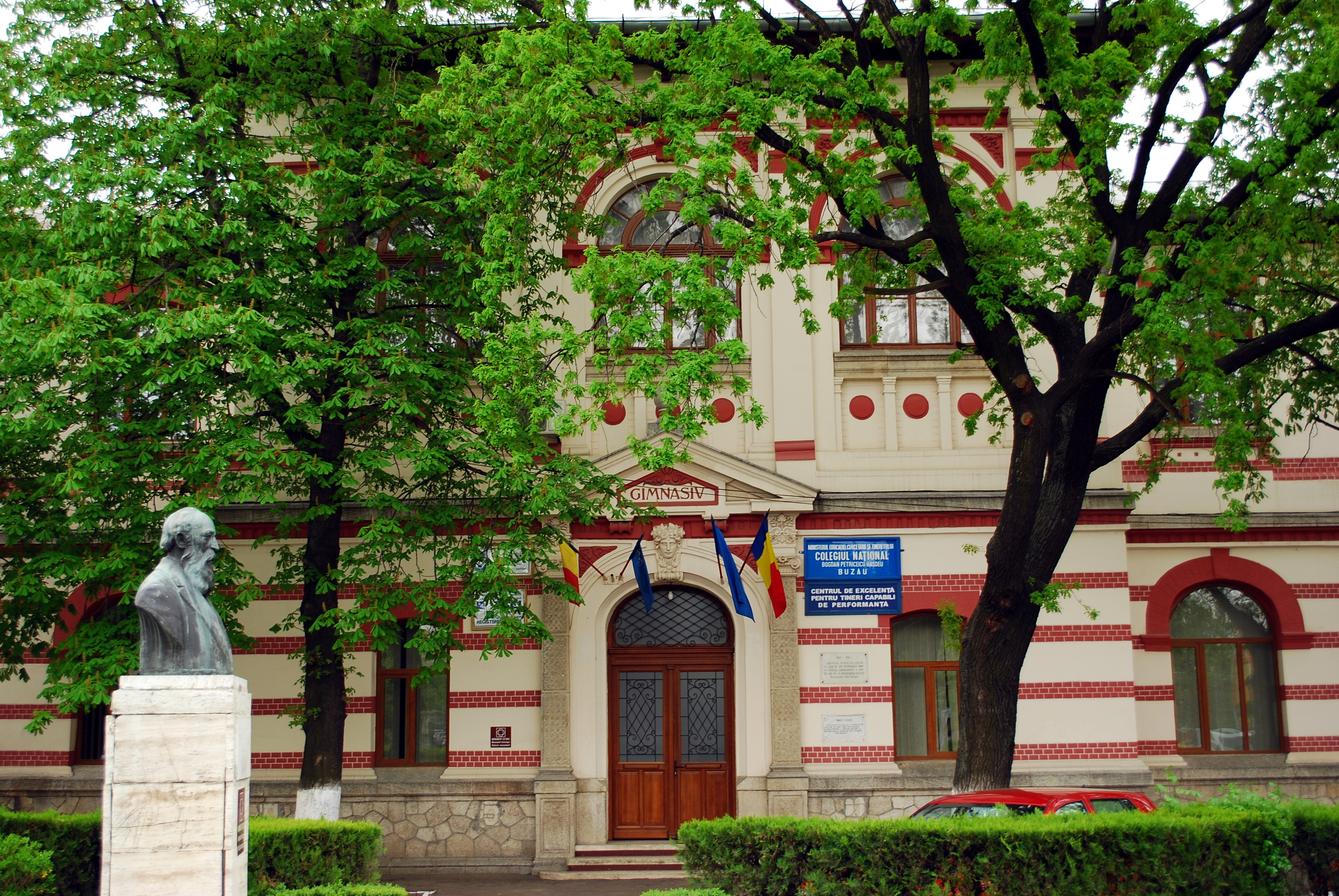
Bustul lui B.P. Hasdeu, în fața liceului cu numele acestuia din Buzău

- Bustul scriitorului si istoricului Bogdan Petriceicu Hasdeu din Buzău, sculptor Oscar Han, 1932 (B-dul Gării nr. 1)
- Statuia regelui Carol I al României, amplasată în curtea Castelului Peleș din Sinaia [21]. Statuia a fost dezvelită pe 26 septembrie 1933, după oficierea unui serviciu divin, și stropită cu agheasmă de patriarhul Miron Cristea[22].
- Bustul lui I.G.Duca din Sibiu, executat în bronz, semnat de Oscar Han fost realizat în anul 1934 pentru a comemora moartea politicianului liberal, asasinat pe peronul gării din Sinaia de către extremiștii de dreapta. A fost amplasat în anul realizării sale, în fata Direcției Financiare a județului Sibiu de la acea dată, în locul unde astăzi se găsește statuia lui George Coșbuc, pe Bulevardul Victoriei. Demontat în timpul regimului comunist, a fost salvat de restauratorii de la Muzeul Brukenthal iar în 2007 a fost amplasat în parcul de pe strada Hermann Oberth din Sibiu.[23][24][25]
- Bustul lui Mihai Eminescu din Constanța, dezvelit în 1934 pe faleza Cazinoului din Constanța[26], în locul unde a dorit poetul sa fie îngropat exprimându-și dorința prin poezia sa Mai am un singur dor. Pe soclu se profilează chipul statuar al uneia dintre muzele antice inspiratoare ale liricii – Terpsihora sau Erato.[27] În noaptea de 4 spre 5 martie 2011, statuia a fost vandalizată, hoții furând efigia masivă din bronz de pe soclu, pe care era înscris numele poetului național, deși în zona unde este amplasat monumentul există două posturi ale gardienilor publici, iar în spatele statuii se află și un post al poliției militare care asigură paza Comandamentului Flotei.[28]
- Monumentul Victoriei (Biruinței) - Amplasat la Tișița – reprezintă o imortalizare a victoriei din 1916 – 1918. Monumentul de bronz, cu o înălțime de 2,50m, o reprezintă pe Ecaterina Teodoroiu cu sabia ridicată deasupra capului.[29] Inițiatorul monumentului a fost Pamfil Șeicaru, pe cheltuială proprie. A fost executat de sculptorul Oscar Han. La inaugurarea din 20 septembrie 1934 a participat Regele Carol al II-lea al României și Mihai, Mare Voievod de Alba Iulia.[30]
- Monumentul "Victoria de la Mărășești", inaugurat la Mărășești la 21 septembrie 1934, realizat în concepția și pe cheltuiala sculptorului Oscar Han, primul Cetățean de onoare al orașului Mărășești.[30]
- Bustul lui Mihai Eminescu, amplasat în scuarul din fața cinematografului Capitol, din Timișoara.[26]
- Statuia lui Mihail Kogălniceanu din București, ridicată în 1936 Piața Mihail Kogălniceanu
- Statuia lui Constantin Brâncoveanu din București, realizată din bronz de sculptorul Oscar Han în 1939, se află chiar în curtea bisericii Sf. Gheoghe-Nou din București, unde este înmormântat domnitorul.
- Bustul lui Alexandru Vlahuță, amplasat în 1943 în Rotonda scriitorilor din Parcul Cișmigiu din București.
- Monumentul lui Mircea cel Bătrân din Turnu-Măgurele, amplasat în parcul din fața școlii generale numărul 1 din oraș, executat de Oscar Han după portretul domnitorului din ctitoria sa, mănăstirea Cozia.[31]
- Statuia compozitorului George Enescu din Buzău, sculptor Oscar Han, 1974 (Parcul "Tineretului")
- Statuia lui Ștefan cel Mare din Piatra-Neamț, realizată de Oscar Han în 1974 și amplasată în Parcul din centrul orașului.[32]
- Bustul lui Vasile Voiculescu din Pârscov, județul Buzău, dezvelit la 13 octombrie 1974, în curtea casei sale memoriale, cu prilejul aniversării a 90 de ani de la naștere.[33]
- Statuia ecvestră a lui Mihai Viteazul din Alba Iulia, inaugurată în 1968 în fața palatului princiar din Alba Iulia, cu ocazia aniversării semicentenarului Unirii Transilvaniei cu România.
- Statuia lui Vasile Lupu, amplasată în Orhei, Republica Moldova, este realizată din bronz și îl reprezintă pe domnitor în odăjdii voievodale, ținând  în mâna dreaptă o gramotă domnească. Statuia este redată în mișcare. Monumentul a fost inaugurat în anul 1937 și a fost mutat de mai multe ori (în 1940 la Iași, în 1944 la Craiova), pentru a-l feri de trupele sovietice.[34]
- Statuia lui Anghel Saligny din Constanța, inaugurată în 1957 și reamplasată la 16 octombrie 1996.

## Expoziții

### Expoziții personale
- 1915 - Ateneul Român, București (împreună cu Alexandru Romano și Horia Boambă);
- 1919 - Salonul Arta, București (împreună cu Traian Cornescu);
- 1925 - Galeria Căminul Artei, București;
- 1934, 1935 - Sala Dalles, București (împreună cu Francisc Șirato și Nicolae Tonitza);
- 1962 - Expoziție retrospectivă, Sala Dalles.

### Expoziții de grup
- 1911 - Salonul Oficial, București (debut);
- 1912, 1913, 1916 - Saloanele Oficiale;
- 1914, 1915, 1916 - Expoziția Tinerimii Artistice, București;
- 1917 - Expoziția de pictură și sculptură a artiștilor mobilizați, Iași;
- 1926 - 1936 - Expoziția Asociației Grupul celor patru, București;
- 1929 - Expoziția Universală, Barcelona, Spania.